# Dasztakar
Dasztakar – wieś w Armenii, w prowincji Ararat. W 2011 roku liczyła 485 mieszkańców.